# 小什夫齊 (赫梅利尼茨基區)
49°25′50″N 26°51′17″E / 49.43056°N 26.85472°E
馬拉希夫齊（烏克蘭語：Малашівці）是位於烏克蘭西部的村莊，由赫梅利尼茨基州裡赫梅利尼茨基區的赫梅利尼茨基市鎮負責管轄。該村始建於1594年，面積11.2平方公里，海拔高度300米，2001年人口582，人口密度每平方公里51.8人。